# 레지나구
레지나구(루마니아어: Rezina)는 몰도바 동부에 위치한 구로 행정 중심지는 레지나이며 면적은 621km2, 인구는 52,600명(2011년 기준)이다. 동쪽으로는 드니스테르강을 경계로 트란스니스트리아와 접하며 북쪽으로는 숄더네슈티 구, 서쪽으로는 텔레네슈티 구, 남쪽으로는 오르헤이 구와 접한다.